# London (Pet Shop Boys)
London è un singolo del gruppo musicale britannico Pet Shop Boys, pubblicato il 20 settembre 2002 come terzo estratto dall'album in studio Release.

## Promozione
Il singolo fu distribuito unicamente in Germania, paese in cui raccolse un modesto successo entrando nella Top 40 tedesca. Successivamente fu trasmesso anche da alcune radio britanniche e riuscì ad entrare nella Official Singles Chart.
La copertina del singolo raffigura un piccione, probabilmente un riferimento alla città di Londra stessa: la copertina per il formato europeo ha la scritta "Pet Shop Boys" in verde, mentre la copertina per il formato tedesco ha la scritta in rosa. Entrambi i design delle copertine furono curate da Scott King. Oltre a diversi remix di London, fra le b-side compare anche il brano Positive Role Model, che il duo aveva intenzione di includere nella loro raccolta di successi (poi annullata) del 2000. Successivamente il brano venne incluso nel loro musical del 2001 Closer to Heaven. Poco dopo la pubblicazione di London il duo pubblicò Disco 3 nel 2003, includendo la versione ufficiale di Positive Role Model.

## Video musicale
Il video è stato girato a Londra dal famoso fotografo Martin Parr.

## Tracce
CD promozionale (Regno Unito)
1. London (Berlin radio mix) - 3:52
2. London (Genuine Piano mix) - 4:16

CD maxi (Germania)
1. London (Berlin radio mix) - 3:52
2. Positive Role Model - 4:05
3. London (Genuine Piano mix) - 4:16

CD maxi (Europa)
1. London (Westbam In Berlin mix) - 5:43
2. London (Thee Radikal Blaklite mix) - 8:31
3. London (Thee Radikal dub) - 8:17

12" (Germania)
1. London (Westbam In Berlin mix) - 5:43
2. London (Thee Radikal Blaklite mix) - 8:31

## Classifiche
| Classifica (2002) | Posizione massima |
| ----------------- | ----------------- |
| Danimarca         | 14                |
| Germania          | 39                |
| Regno Unito       | 118               |
| Spagna            | 8                 |